# Rémy Vogel
Rémy Vogel est un footballeur international français, né le 26 novembre 1960 à Strasbourg et mort le 17 octobre 2016 dans cette même ville. Professionnel de 1978 à 1990, il évolue alors au poste de défenseur central. Il compte une sélection en équipe de France, le 9 septembre 1987 contre l' URSS à Moscou (1-1).

## Biographie
Rémy Vogel a joué à Strasbourg au SC Red Star durant les années 1970 de poussins à Cadet.

## Carrière
- 1978-1987 :  RC Strasbourg
- 1987-1990 :  AS Monaco[2]

## Palmarès

### En club
- Champion de France en 1979 avec le RC Strasbourg et en 1988 avec l'AS Monaco

### En équipe de France
- 1 sélection en 1987[3]